# Cyberbezpieczeństwo
Cyberbezpieczeństwo (ang. cybersecurity) – odporność systemów informacyjnych na działania naruszające poufność, integralność, dostępność i autentyczność przetwarzanych danych lub związanych z nimi usług oferowanych przez te systemy. Stanowi również zespół zagadnień związanych z zapewnianiem ochrony w obszarze cyberprzestrzeni. Z pojęciem cyberbezpieczeństwa związana jest między innymi ochrona przestrzeni przetwarzania informacji oraz zachodzących interakcji w sieciach teleinformatycznych.
Dla lepszego zrozumienia cyberbezpieczeństwa warto przywołać termin cyberprzestrzeni (ang. cyberspace), który zgodnie z przyjętą na gruncie ustaw o stanach nadzwyczajnych definicją, rozumiany jest jako przestrzeń przetwarzania i wymiany informacji tworzoną przez systemy teleinformatyczne, określone w art. 3 pkt 3 ustawy o informatyzacji działalności podmiotów realizujących zadania publiczne wraz z powiązaniami pomiędzy nimi oraz relacjami z użytkownikami. Zakres pojęciowy cyberbezpieczeństwa obejmuje więc zagadnienia związane z bezpieczeństwem cyberprzestrzeni, czyli zachodzących na jej obszarze procesów przetwarzania informacji i interakcji w sieciach teleinformatycznych.

## Zachowanie cyberbezpieczeństwa
Zachowanie cyberbezpieczeństwa w wymiarze cyberprzestrzeni to złożony proces, oparty na kompetencjach użytkowników systemów oraz sprzętu elektronicznego. Składają się na nie między innymi korzystanie przez pracowników z zabezpieczeń sprzętowych takich jak uwierzytelnienie wielopoziomowe, korzystanie z najaktualniejszych wersji programów zabezpieczających dane przed zagrożeniami internetowymi oraz systemów operacyjnych i programów użytkowych, nieodwiedzanie tych witryn internetowych, które są szczególnie narażone na ataki cyberprzestępców, a także na unikaniu podawania w Internecie do wiadomości publicznej szczegółowych danych firmy.

## Znaczenie cyberbezpieczeństwa
W dobie XXI wieku cyberbezpieczeństwo jest bardzo ważnym aspektem, ponieważ firmy, organizacje rządowe, wojskowe, korporacyjne, finansowe i medyczne zbierają, przetwarzają i przechowują niezliczoną ilość danych na komputerach i innych urządzeniach. Istotna część tych danych może być informacją wrażliwą, niezależnie od tego, czy jest to własność intelektualna, dane finansowe, dane osobowe lub innego rodzaju dane, w przypadku których nieupoważniony dostęp może mieć negatywne konsekwencje. Organizacje przekazują poufne dane w sieci i innych urządzeniach podczas prowadzenia działalności, a cyberbezpieczeństwo opisuje dyscyplinę poświęconą ochronie tych informacji i systemów używanych do ich przetwarzania lub przechowywania. Wraz ze wzrostem cyberataków, firmy i organizacje, muszą podjąć kroki w celu ochrony poufnych informacji. Trend wzrostu cyberzagrożeń oraz spodziewane pogorszenie cyberbezpieczeństwa w przyszłości sprawiają, że wysiłki ponoszone w celu zachowania cyberbezpieczeństwa podejmowane przez przedsiębiorstwa i instytucje rosną.

## Wyzwania cyberbezpieczeństwa
Aby zapewnić skuteczne funkcjonowanie cyberbezpieczeństwa, organizacja zobowiązana jest do koordynowania swoimi działaniami w całym systemie informacyjnym. W skład cyberbezpieczeństwa wchodzą następujące elementy:
- bezpieczeństwo sieci;
- bezpieczeństwo aplikacji;
- bezpieczeństwo punktu końcowego;
- ochrona danych osobowych;
- zarządzanie tożsamością;
- bezpieczeństwo baz danych i infrastruktury;
- bezpieczeństwo w chmurze;
- bezpieczeństwo mobilne;
- odzyskiwanie po awarii – planowanie ciągłości działania[6].
- odpowiednie zabezpieczenie techniczne firmowej sieci
- optymalna architektura systemowo-serwerowa
- utworzenie bezpiecznego połączenia zdalnego z firmowym serwerem
- regularne szkolenie pracowników firmy z zakresu cyberbezpieczeństwa[9]

Za jedno z trudniejszych wyzwań w cyberbezpieczeństwie uznaje się nieustannie zmieniający się charakter zagrożeń. Tradycyjnie organizacje koncentrują większość swoich zasobów cyberbezpieczeństwa na ochronę tylko ich najważniejszych elementów systemu po to, aby bronić się przed znanymi zagrożeniami. Dziś takie podejście jest niewystarczające, ponieważ zagrożenia postępują i zmieniają się szybciej, niż organizacje mogą nadążyć. W rezultacie organizacje doradcze promują bardziej aktywne i adaptacyjne podejścia do bezpieczeństwa cybernetycznego. Większość osób związanych z cyberbezpieczeństwem zaleca przejście w kierunku ciągłego monitorowania i ocen zagrożeń w czasie rzeczywistym, podejście do bezpieczeństwa opartego na danych, w przeciwieństwie do tradycyjnego modelu.

## Krajowy system cyberbezpieczeństwa
Aby zapewnić cyberbezpieczeństwo usług mających kluczowe znaczenie dla działania państwa polskiego, świadczonych przez podmioty publiczne i wybrane przedsiębiorstwa, tj. operatorów usług kluczowych i dostawców usług cyfrowych, powstał krajowy system cyberbezpieczeństwa.
Główne zasady organizacji krajowego systemu cyberbezpieczeństwa, w tym podmioty wchodzące w jego skład, ich prawa, obowiązki i zasady współpracy, określa ustawa z dnia 5 lipca 2018 r. o krajowym systemie cyberbezpieczeństwa. Jest ona wdrożeniem do polskiego porządku prawnego europejskiej dyrektywy NIS z dnia 6 lipca 2016 r., której celem jest nałożenie wspólnych, minimalnych wymagań na rzecz zapewnienia cyberbezpieczeństwa w każdym kraju członkowskim Unii Europejskiej.

## Cyberbezpieczeństwo w ujęciu danych osobowych oraz informacji niejawnych
Rozporządzenie RODO winno być traktowana jako wstęp do cyberbezpieczeństwa z punktu widzenia przedsiębiorstw, administracji czy instytucji państwowych. Z perspektywy danych osobowych oraz informacji niejawnych bardzo ważne jest uświadamianie pracowników o istotności danych osobowych w działalności firmy. RODO nałożyło na administratorów i podmioty szereg zmian oraz obowiązków w związku z przetwarzaniem danych. Celem wprowadzonych przepisów jest szybkie reagowanie przez organy nadzorujące i osoby fizyczne na wszelkiego rodzaju naruszenia. W rozporządzeniu wskazano sposoby zabezpieczania danych osobowych, a mianowicie poprzez pseudonimizację czy szyfrowanie danych.

## Rodzaje ataków
- Malware – zbitka wyrazowa pochodząca od wyrażenia malicious software („złośliwe oprogramowanie”). Wspólną cechą programów uznawanych za malware jest fakt, że wykonują działania na komputerze bez zgody i wiedzy użytkownika, na korzyść osoby postronnej. Działania tego typu obejmują np. dołączenie maszyny do sieci komputerów „zombie”, które służą do ataku na organizacje rządowe, zdobywanie wirtualnych walut lub kradzież danych osobowych i informacji niezbędnych do logowania do bankowości elektronicznej.

Jak się bronić? Najskuteczniejszą obroną przed malware jest dobry system antywirusowy oraz regularnie aktualizowane oprogramowanie.
- Man in the Middle – zwany „człowiekiem pośrodku”, jest to typ ataku, w ramach którego w transakcji lub korespondencji między dwoma podmiotami (na przykład sklepem internetowym i klientem) bierze udział osoba trzecia. Celem takich ataków jest przechwycenie informacji lub środków pieniężnych. Celem może być również podsłuchanie poufnych informacji oraz ich modyfikacja.

Jak się bronić? Właściciel strony, który chce ochronić swoich klientów przed atakami tego typu, powinien dbać o certyfikaty bezpieczeństwa i szyfrowanie transmisji danych.
- Cross-site scripting – jest to atak, który polega na umieszczeniu na stronie internetowej kodu, który może skłonić stronę do wykonania działania, którego twórcy danej strony nie planowali.

Jak się bronić? Przede wszystkim korzystanie z zaufanego oprogramowania oraz dobrego programu antywirusowego.
- Phishing – nazwa pochodzi od password („hasło”) oraz fishing („wędkowanie”). Istotą ataku jest próba pozyskania hasła użytkownika, które służy do logowania się na portalach społecznościowych bądź do serwisów. Po uzyskaniu dostępu, przestępca może wykraść dane osobowe i w tym celu dokonywać oszustw.

Jak się bronić? Najważniejsze jest budowanie świadomości wśród użytkowników oraz edukacja. Ataki tego typu wymagają bardzo często interakcji ze strony człowieka w postaci odebrania maila lub potwierdzenia logowania.
- DDoS (distributed denial of service) –Jest to najbardziej popularny atak hakerski, mający na celu sparaliżowanie systemu komputerowego albo sieci, poprzez wysłanie sporej ilości zapytań do konkretnego systemu. Powszechnym symptomem takiego ataku jest znacząco wydłużony czas ładowania stron, brak dostępu do sieci i usług, zwiększenie liczby spamu albo zmniejszenie wydajności sieci. Najczęstszym atakom ulegają serwery typu WWW, za pomocą infekowania komputerów szkodliwym oprogramowaniem, skutkując blokadą firmowego łącza. Efektywne zapobieganie takim atakom polega na stosowaniu metod: monitoring, firewall oraz honeypot. Często ataki DDoS są tylko przygotowaniem do poważniejszych przestępstw, np. kradzieży własności intelektualnej, kradzieży danych albo kompromitacji osoby ----[1] J. Kowalewski, M. Kowalewski, Cyberterroryzm szczególnym zagrożeniem bezpieczeństwa państwa, „Telekomunikacja i techniki informacyjne”, nr 1-2/2014, s. 25.

Jak się bronić? Przed atakami DDoS brakuje skutecznych narzędzi ochrony, wyjąwszy filtrowanie ruchu dzięki dobrze skonfigurowanemu firewallowi u dostawcy usług internetowych.
- SQL Injection – atak tego rodzaju polega na uzyskaniu nieuprawnionego dostępu do bazy danych poprzez lukę w zabezpieczeniach aplikacji, na przykład systemu do obsługi handlu internetowego. Dzięki temu, cyberprzestępca może wykraść informacje od firmy, na przykład dane kontaktowe klientów.

Jak się bronić? Pełną odpowiedzialność za odporność strony internetowej na tego typu ataki ponosi administrator, który przygotuje odpowiednie zabezpieczenia na poziomie bazy danych.
- Ransomware – Celem ataku jest zaszyfrowanie danych użytkownika, a następnie ponowne ich udostępnienie w zamian za opłatę. Odbywa się głównie za sprawą okupu (ransom). Ataki tego typu działają na szkodę osoby fizycznej, jak i przedsiębiorców.

Jak się bronić? Należy stosować aktualne oprogramowania antywirusowe oraz dokonywać regularnych aktualizacji systemu.
- Malvertising – zalicza się do szczególnie złośliwego ataku, ponieważ pozwala dotrzeć do użytkowników przeglądających jedynie zaufane strony internetowe. Ich nośnikiem są reklamy internetowe wyświetlane poprzez sieci takie jak Google Adwords. Poprzez reklamy może być zainstalowane złośliwe oprogramowanie na komputerze. Takie oprogramowania wykorzystywane są również do wydobywania kryptowalut poprzez urządzenia przeglądających.

Jak się bronić? Należy stosować filtry blokujące reklamy. Strona internetowa z kolei może chronić swoich użytkowników poprzez współpracę z zaufanymi dostawcami usług, choć nie daje to 100% pewności.
- Atak siłowy (brute force) – najmniej wyrafinowany rodzaj zagrożenia. Opiera się on na niskim poziomie bezpieczeństwa haseł używanych przez pracowników danej firmy. Wykorzystując specjalne oprogramowanie, hakerzy generują i wypróbowują hasła do momentu znalezienia pasującego hasła.

Jak się bronić? Należy stosować odpowiednie mocne hasła. Im dłuższe hasło, tym mniejsze prawdopodobieństwo jego złamania. Należy również wprowadzić politykę regularnego zmieniania hasła oraz unikania używania tych samych haseł do kilku baz danych.

## Przykłady cyberataków
- WannaCry – to nazwa oprogramowania szantażującego, które zainfekowało ponad 200 tysięcy komputerów w 150 krajach świata. Atak skierowany był w stronę niezaktualizowanych systemów operacyjnych Microsoft Windows. W zamian za odblokowanie komputera, użytkownik musiał zapłacić okup w wysokości 300 dolarów w bitcoinach. Wśród ofiar WannaCry znalazł się między innymi NHS (brytyjski odpowiednik NFZ), rosyjskie Ministerstwo Spraw Wewnętrznych, producent samochodów Renault oraz dworzec we Frankfurcie. WannaCry zaatakował w 2017 roku[13].
- Yahoo – w 2013 roku z bazy danych Yahoo, wyciekło ponad miliard rekordów. Hakerzy uzyskali dostęp do adresów e-mail, numerów kart kredytowych, haseł oraz innych istotnych informacji, jakie przechowywano w mailach[13].
- Netia – w 2017 roku jeden z czytelników portalu Zaufana Trzecia Strona ujawnił, że dane osobowe klientów sieci Netia są ogólnodostępne w Internecie z powodu błędu w konfiguracji oprogramowania dla serwisantów[13].

## Nakłady finansowe na cyberbezpieczeństwo
Cyberbezpieczeństwo wymaga dość dużych nakładów finansowych. Niesie za sobą koszt finansowy, bo praca programistów i innych pracowników kosztuje firmę konkretną ilość pieniędzy. Nadmierna koncentracja na security może także zmniejszać produktywność pracowników i spowalniać rozwój firmy. Problem ten dotyczy najczęściej przedsiębiorstw, które nie posiadają wystarczająco kompetentnych specjalistów, którzy potrafiliby integrować procesy bezpieczeństwa z istniejącymi procesami bez negatywnego wpływu na całą firmę, wszystko sprowadza się więc do umiejętnego balansu priorytetami i współpracy z doświadczonymi ekspertami. Cyberbezpieczeństwo stanowi zatem duże wyzwanie dla przedsiębiorstw, które dążąc do uzyskania upragnionego bezpieczeństwa, zmuszone są do podejmowania odpowiednich działań i ponoszenia na te cele nakładów finansowych. W 2022 r. światowe nakłady na zachowanie cyberbezpieczeństwa w przedsiębiorstwach wzrosły o 14,3% w stosunku do roku 2021 i wyniosły blisko 72 mld USD.

## Zabezpieczenia w cyberbezpieczeństwie
1. silne hasła;
2. dwuskładnikowe uwierzytelnianie;
3. zaszyfrowane dyski na laptopach;
4. wyłączne używanie legalnego oprogramowania;
5. regularne aktualizowanie oprogramowania;
6. dodatki do przeglądarek chroniące użytkowników;
7. antywirusy i ochrona przed ransomware;
8. zapora sieciowa i segregacja dostępu do danych;
9. fizyczne zabezpieczenie biura;
10. niszczarka do poufnych dokumentów[13].